# Tweedia
Genre
Synonymes
- Turrigera Decne. in A.P.de Candolle  1844

Espèces de rang inférieur
- Tweedia andina   (Phil.) G. H. Rua
- Tweedia aucaensis   G. H. Rua
- Tweedia australis   (Malme) C. Ezcurra
- Tweedia birostrata   (Crochet. & Arn.) Crochet. & Arn.
- Tweedia brunonis   Crochet. & Arn.
- Tweedia echegarayi   (Hiéron.) Malme
- Tweedia solanoides   (Crochet. & Arn.) Chittenden

Tweedia est un genre de plantes à fleurs de la famille des Apocynaceae, d'abord décrit comme un genre en 1835. Le genre est originaire d'Amérique du Sud. Plante ornementale, Oxypetalum coeruleum, précédemment inclus dans le genre qui est communément appelé "tweedia",,,,.
Espèces
1. Tweedia andina (Phil.) G. H. Rua - Chili
2. Tweedia aucaensis G. H. Rua - Argentine
3. Tweedia australis (Malme) C. Ezcurra - Argentine
4. Tweedia birostrata (Crochet. & Arn.) Crochet. & Arn. - Chili
5. Tweedia brunonis Crochet. & Arn.  - L'Argentine, La Bolivie, Le Paraguay
6. Tweedia echegarayi (Hiéron.) Malme - Argentine
7. Tweedia solanoides (Crochet. & Arn.) Chittenden - Argentine, Brésil, Paraguay, Uruguay

précédemment inclus
1. Tweedia coerulea,   syn de Oxypetalum coeruleum
2. Tweedia floribunda, syn de Oxypetalum solanoides
3. Tweedia macrolepis, syn de Oxypetalum macrolepis
4. Tweedia versicolor, syn de Oxypetalum coeruleum